# Der Fliegenpalast
Der Fliegenpalast ist ein Künstlerroman des Salzburger Schriftstellers Walter Kappacher und erschien 2009 im Residenz Verlag. Das Buch erzählt zehn Tage aus dem Leben des alternden Schriftstellers Hugo von Hofmannsthal. 

Buchcover Fliegenpalast

## Inhalt
Der 50-jährige Hugo von Hofmannsthal, der nur mit dem Kürzel H. bezeichnet wird, begibt sich im August 1924 zur Sommerfrische nach Bad Fusch, einem Kurort in den Salzburger Bergen. Dort möchte der Schriftsteller seine dichterische Schaffenskraft wieder beleben und damit an frühere Erfolge anknüpfen. Doch nicht nur dieser Kindheitsort hat sich in den Jahren des Krieges gravierend verändert, auch H. selbst muss erkennen, dass die Zeit nicht spurlos an ihm vorübergegangen ist. Gesundheitliche Probleme machen ihm zusehends zu schaffen, viele Jugendfreunde hat er verloren und Ruhm und Erfolg liegen Jahre zurück. Bei einem Spaziergang erleidet der Dichter einen Kreislaufzusammenbruch, dadurch lernt er den jungen Doktor Krakauer kennen. Er möchte sich gerne mit dem sympathischen Mann anfreunden, doch Krakauer ist der Privatarzt einer Baronin, um die er sich fast rund um die Uhr kümmern muss. H.s Kontakt zu dem Arzt beschränkt sich somit bis zu dessen Abreise auf ein paar flüchtige Gespräche und kurze Notizen. Ein von beiden gewünschtes Gespräch über Hofmannsthals Novelle Die Briefe des Zurückgekehrten kommt nicht zustande.
Was schließlich am Ende seines Aufenthalts in Fusch bleibt, sind lediglich Erinnerungen an vergangene, glanzvolle Zeiten sowie das Gefühl der Einsamkeit und der Angst, nicht mehr genügend Zeit für all seine Pläne zu haben und zu scheitern.

## Ästhetische Analyse
In dieser Charakterstudie gibt Walter Kappacher einen Einblick in den Lebensabend des berühmten Dichters Hugo von Hofmannsthal. Da auf der äußerlichen Ebene nicht viel geschieht, zeichnet sich das Buch vor allem durch Langsamkeit und Stille aus. Ebenso wie die Handlung entspricht auch der Titel dem realistischen und detailgetreuen Schreiben des Autors. So handelt es sich beim Fliegenpalast um einen terrassenartigen Wintergarten in H.s Hotel, in dem der Schriftsteller eines Nachmittags vor sich hin sinnierend von Fliegen belästigt wird. Körperliche Beschwerden und auch das Summen der Fliegen behindern den Dichter bei der Arbeit. Das Geräusch der Insekten wird so zur Metapher für die Beschwerlichkeiten des Alters. Der Roman enthält zahlreiche Anspielungen auf die von Hofmannsthal mitbegründeten Salzburger Festspiele sowie seine Theaterstücke und deren Entstehungsprozesse. Dies gilt etwa für die Dramen Der Turm, Der Schwierige oder Timon der Redner. Trotz der genauen und gut recherchierten Informationen entspricht das Werk jedoch insofern keiner Künstlerbiographie, als sowohl die Figur des Doktor Krakauer als auch die Briefe an diesen und andere Personen fiktiv sind.

## Rezeption
Der feinfühlige und subtile Roman wurde von Kritikern nicht nur sehr positiv besprochen, sondern trug auch wesentlich zu Kappachers Auszeichnung mit dem Georg-Büchner-Preis 2009 bei.
Hans-Jürgen Schings von der Frankfurter Allgemeinen Zeitung z. B. schreibt in seiner ausführlichen Buchkritik: „Dies ist ein Buch über Hofmannsthal, wie es feiner, behutsamer, dezenter und doch todtrauriger nicht sein könnte“.

## Ausgaben
- Der Fliegenpalast. St. Pölten, Salzburg: Residenz Verlag 2009. ISBN 978-3-7017-1510-7
- Der Fliegenpalast.  München: dtv 2010.